# 壱位仁井
壱位 仁井（いちい にい、1974年6月4日 - ）は、広島県広島市安佐南区中筋出身の俳優。

## 来歴・人物
1974年6月4日、大阪府豊中市に生まれる。
全映プロに所属し、全国ネットのテレビドラマ等に出演。この時の芸名が哀川博斗。
その後、活動の場を東京に移し、2007年から劇団などで活躍する。
2011年には劇団の座長に就任し、2012年春の公演にて紀伊國屋ホール進出を果たす。
劇団プロデューサーとしても活動を始め、この年、本名の仁井基明から、壱位仁井と改名。
紀伊国屋ホール、シアターサンモールでの公演を続け、座長就任5年目2015年春の紀伊国屋ホール公演で集客数約2000人を達成。
その後、フェニックス事務所に在籍し、自身で演劇プロデュース「壱人前企画」を立ち上げる。
同年の12月には立上げ公演を果たす。
壱人前企画公演後に毎回見られる、熱い口調の舞台挨拶が特徴的。

## 出演歴

### 舞台
- セチュアンの善人（2003年、HOT CAT COMPANY）
- 鋼鉄の棺〜人間魚雷出撃命令〜（2003年、永山組）
- ベニスの商人（2003年、全国公演）
- 鋼鉄の砦〜連合赤軍リンチ殺人の果てに〜（2004年、永山組）
- ATTACK！！（2007年、浪漫狂NEO公演）
- 天使の涙はダイヤモンド（2007年、浪漫狂NEO公演）
- アカキミドリ（2008年、浪漫狂NEO公演）
- 村は生きている〜万里一空〜（2008年、浪漫狂NEO公演）
- 新・五月晴れの青い空（2009年、浪漫狂NEO公演、俳優座劇場）
- キスしてほしい。（2010年、浪漫狂公演）
- Promoters！（2010年、浪漫狂公演）
- 新・六月のすみれ草（2011年、浪漫狂公演）
- 傷心館の幽霊（2011年、浪漫狂公演）
- サージェント（2012年、浪漫狂公演、紀伊國屋ホール）
- ピアソラータ（2012年、浪漫狂公演）
- トラブルマスターズ（2013年、浪漫狂公演）
- ラストシャフル（2013年、浪漫狂公演）
- キスしてほしい。（2014年、浪漫狂公演）
- See you Again!（2014年、浪漫狂公演）
- 屋根の上の魔女（2015年、浪漫狂公演）
- 熱海殺人事件（2015年、Gフォースプロデュース公演）
- やつどきだヨ！全員集合（2015年、壱人前企画公演）
- memory！- キネマの天使、松竹梅荘の青春（2016年、壱人前企画公演）
- いえすまいラブ！？（2016年、壱人前企画公演）
- See you Again!（2017年、壱人前企画公演）
- 三文芝居狂詩曲（2018年、壱人前企画公演）
- キセキ（2018年、壱人前企画公演）
- それみたことか！（2019年、壱人前企画公演）
- 次回公演まで待てない。（2019年、壱人前企画公演）
- 昭和歌謡コメディVol.12～築地ラプソディ～（2020年）演出

### 映画
- Z〜果てなき希望〜 山下槇役（2014年、監督:鶴田法男 原作:相原コージ）

### テレビ
火曜サスペンス劇場　小京都ミステリー
- 「安芸奥の細道殺人事件」(1993年)
- 「周防岩国殺人事件」(1997年)
- 「吉備津鳴釜殺人事件」(1998年)

金曜エンタテイメント
- 平成の女教祖(1994年)

その他
- 広島局、RCC・TSSの深夜ドラマ（1990年〜2000年）
- NHK広島放送

### 声の出演
- ラジオドラマ劇場、無口な少年マレーシア君役(1993)
- プラネタリューム、ヘールボップ彗星役（1996年）